# Diable (outil)
Pour les articles homonymes, voir Diable (homonymie).

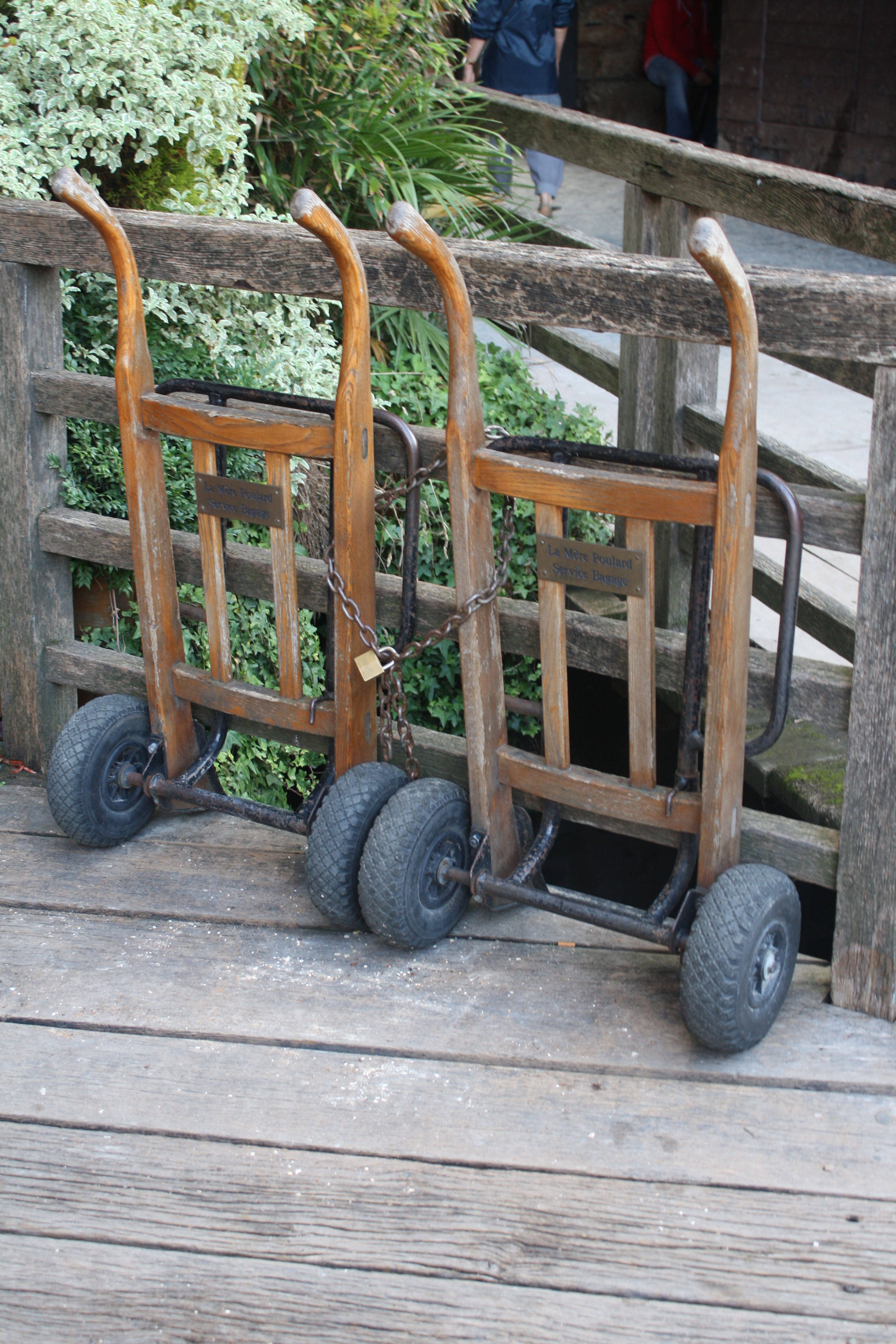
Abbaye du Mont-Saint-Michel. La Mère Poulard. Diables.

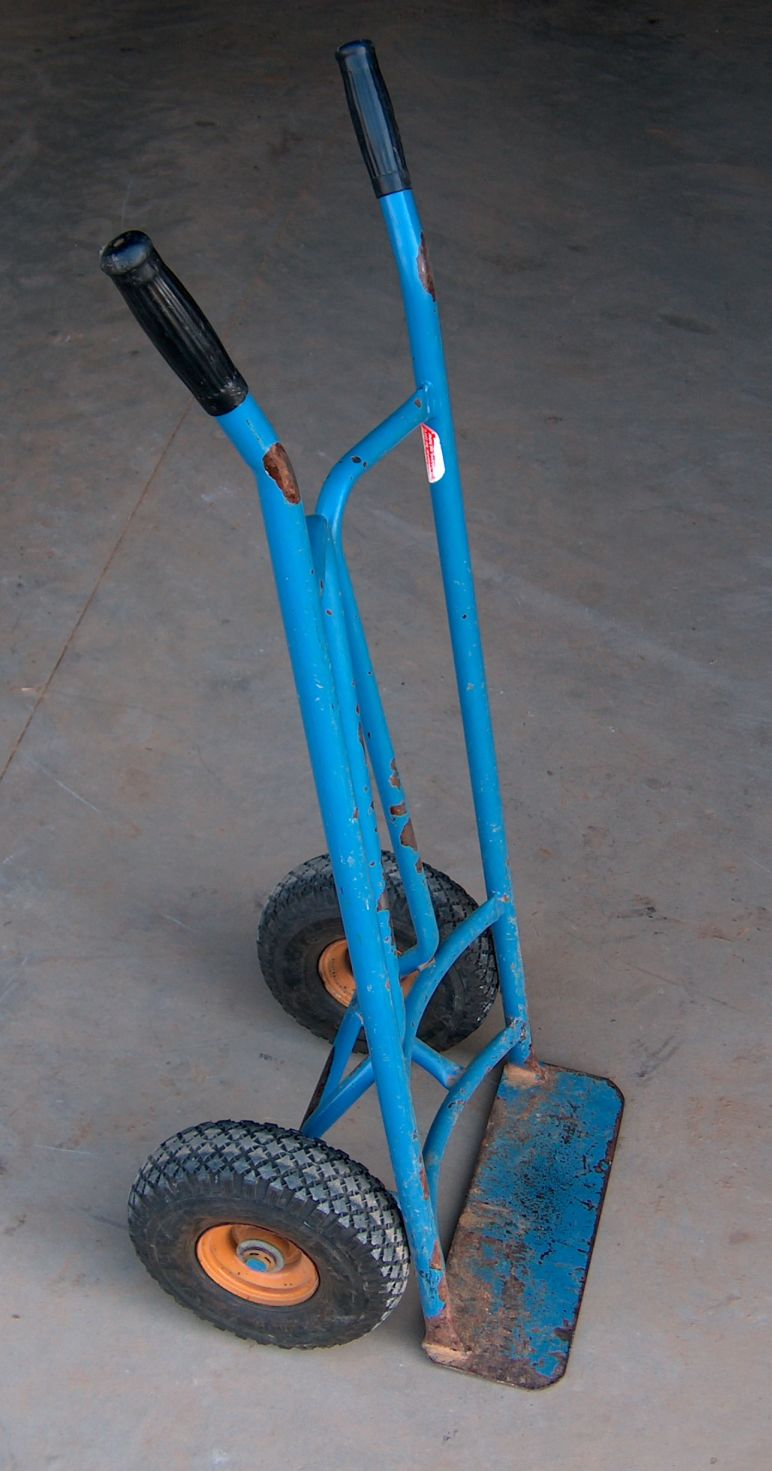
Diable.

Le diable est un outil de levage et de transport de charges, à la forme d'un petit chariot muni de deux ou six roues basses, utilisant le principe du levier pour permettre de mouvoir des charges lourdes.

## Utilisation
Un certain nombre de professionnels se servent du diable :
- les tailleurs de pierre pour barder les pierres.
- les camionneurs, livreurs et déménageurs qui le rangeront avec la marchandise.

Il s'agit d'un modèle de brouette particulier.
Il existe différents types de diables, chacun conçus pour une utilisation particulière :
- Diable manuel de transport standard : pour transporter des charges lourdes.
- Diable électrique de transport : pour transporter des charges lourdes en évitant les troubles musculosquelettiques.
- Diable 3 roues ou diable escalier : pour monter les escaliers.
- Diable alu : compact pour simplifier son rangement.
- Diable pour fûts : utilisé par les professionnels souhaitant manutentionner des fûts en sécurité.
- Diable porte bouteilles : idéal pour déplacer des bouteilles de gaz par exemple.

## Étymologie et acceptions
Le sens de « chariot » pour le mot diable est attesté en 1764, probablement parce que ses deux poignées ressemblent à des cornes .
Le mot « diable » a désigné plusieurs outils de portage :
- 1764 : « grand chariot à quatre roues » et « une machine à deux roues dont se servent les charpentiers pour porter quelques morceaux de bois »[2].
- 1769 : « Sur le devant de ce chantier est une voiture à deux roues […] appelée diable, avec laquelle les ouvriers transportent eux-mêmes la plupart de leurs bois. » (légende d'une planche illustrant la section charpenterie)[3].
- 1834 : le « diable triqueballe [est] un train monté sur les roues, qui sert dans les ports à transporter les canons et les fortes pièces de bois »[4].

Ces dispositifs se destinent tous au transport de charges lourdes. Les animaux de somme, et plus particulièrement l’âne (à cause de ses oreilles pointues), peuvent avoir été désignés par le mot diable.